# マハートマー
マハートマー（サンスクリット語: महात्मा, ラテン文字転写: Mahātmā）は、サンスクリット語で「偉大な魂」を意味する言葉。「偉大」を意味する「マハー（महा）」と「魂」を意味する「アートマン（आत्मंもしくはआत्मन）」を合わせたものである。
日本語では長音を省略し「マハトマ」と表記されることも多い。例としては、「マハトマ・ガンディー」が有名である。

## 神智学におけるマハートマー
「マハートマー」は、神智学の体系では、人間としての進化を終えた、超自然的人物を指す言葉でもある。モリヤやクートフーミなどがこれにあたる。グレート・ホワイト・ブラザーフッドという秘密集団を形成しているとされる。